# 李曹镇
李曹镇，是中华人民共和国山西省临汾市霍州市下辖的一个乡镇级行政单位。

## 教育
该镇曾于1997年接受乡人关子展遗嘱中指定的两万元捐赠，设立“关子展奖学金”，以奖励镇中优秀的中小学生。

## 行政区划
李曹镇下辖以下地区：
李曹村、罗涧村、悬泉山村、东村、西村、韩比村、杨枣村、上王村、下王村、张楼村、小涧村、刘家山村、杨家庄村、柏乐村、南堡村、杜苏沟村、秦家岭村、王家岭村、峪里村、尉侯村、石比村、板节村、范村、窖底村、鸭底村、北侯村、源头村、七里峪村、驹沟村、沟东村、安家庄村和瓦殿梁村。